# Welcome Back My Friends to the Show That Never Ends...
Welcome Back My Friends to the Show That Never Ends… Ladies and Gentlemen, Emerson, Lake & Palmer — тройной концертный альбом английской рок-группы Emerson, Lake & Palmer, выпущенный 19 августа 1974 года лейблом Manticore Records.

## Об альбоме
Альбом составлен из концертных записей, сделанных в ходе длинного мирового турне Someone Get Me a Ladder (1973—1974), в которое группа отправилась после записи альбома Brain Salad Surgery. В него вошли композиции из студийных альбомов Emerson, Lake & Palmer, Tarkus, Trilogy, Brain Salad Surgery. Во время концерта музыканты часто импровизировали и включали фрагменты одной композиции в исполнение другой. Так, исполнение «Tarkus» содержит фрагмент композиции «Epitaph» из первого альбома группы King Crimson, соавтором которой является Грег Лейк.
Название альбома содержит слова, использованные во время представления, которые, в свою очередь, происходят от фразы из композиции «Karn Evil 9: First Impression» с альбома Brain Salad Surgery.

## Список композиций

### Оригинальное издание 3 LP

#### Сторона 1
1. «Hoedown» (Taken from Rodeo) (Копленд, аранжировка — Эмерсон, Лейк, Палмер) — 4:27
2. «Jerusalem» (музыка — сэр Чарльз Хьюберт Хастингс Пэрри, слова — Уильяма Блейка; аранжировка Эмерсона, Лейка, Палмера) — 3:20
3. «Toccata» (4-я часть Первого фортепианного концерта Альберто Хинастеры в аранжировке Эмерсона) — 7:21

#### Сторона 2
1. «Tarkus» (Эмерсон, Лейк) — 16:42
  1. «Eruption» (Эмерсон)
  2. «Stones of Years» (Эмерсон, Лейк)
  3. «Iconoclast» (Эмерсон)
  4. «Mass» (Эмерсон, Лейк)
  5. «Manticore» (Эмерсон)
  6. «Battlefield» (Лейк) including «Epitaph» (Роберт Фрипп, Иэн Макдональд, Грег Лейк, Майкл Рэкс Джайлз, Питер Синфилд)

#### Сторона 3
1. «Tarkus (Conclusion)» — 10:42
  1. «Aquatarkus» (Эмерсон)
2. «Take a Pebble» (Лейк) including «Still…You Turn Me On/Lucky Man» — 11:06

#### Сторона 4
1. «Piano Improvisations» (Эмерсон) including «Fugue» (Friedrich Gulda) and «Little Rock Getaway» (Joe Sullivan) — 11:54
2. «Take a Pebble (Conclusion)» (Лейк) — 3:14
3. «Jeremy Bender/The Sheriff» (Эмерсон, Лейк) — 5:26

#### Сторона 5
1. «Karn Evil 9: 1st Impression» (Эмерсон, Лейк, Синфилд) includes Percussion Solo (Con Brio) — 17:26

#### Сторона 6
1. «Karn Evil 9: 2nd Impression» (Эмерсон) — 7:36
2. «Karn Evil 9: 3rd Impression» (Эмерсон, Лейк, Синфилд) — 10:17

### Переиздание 2 CD

#### Диск 1
1. «Hoedown» — 4:27
2. «Jerusalem» — 3:20
3. «Toccata» — 7:21
4. «Tarkus» — 27:24
  1. «Eruption»
  2. «Stones of Years»
  3. «Iconoclast»
  4. «Mass»
  5. «Manticore»
  6. «Battlefield»
  7. «Aquatarkus»
5. «Take a Pebble» — 11:06

#### Диск 2
1. «Piano Improvisations» — 11:54
2. «Take a Pebble (Conclusion)» — 3:14
3. «Jeremy Bender/The Sheriff» — 5:26
4. «Karn Evil 9» — 35:21
  1. «Karn Evil 9: 1st Impression»
  2. «Karn Evil 9: 2nd Impression»
  3. «Karn Evil 9: 3rd Impression»

## Участники записи
Emerson, Lake & Palmer:
- Кит Эмерсон — клавишные
- Грег Лейк — вокал, гитары, тексты
- Карл Палмер — ударные, перкуссия

## Позиции в хит-парадах и сертификации
| Чарт (1974)                      | Высшая позиция | Пребывание |
| -------------------------------- | -------------- | ---------- |
| Австралия (Kent Music Report)    | 34             | нет данных |
| Австрия (Ö3 Austria)             | 2              | 12 недель  |
| Великобритания (UK Albums Chart) | 6              | 5 недель   |
| Италия (Musica e dischi)         | 7              | 12 недель  |
| Канада (RPM Albums Chart)        | 6              | 13 недель  |
| Норвегия (VG-lista)              | 16             | 5 недель   |
| США (Billboard 200)              | 4              | 24 недели  |
| ФРГ (Offizielle Top 100)         | 26             | 3 недели   |
| Япония (Oricon)                  | 23             | нет данных |

| Чарт (1974)           | Позиция |
| --------------------- | ------- |
| Италия (FIMI)         | 31      |
| Канада (RPM Year-End) | 60      |

| Регион                                                      | Сертификация | Продажи  |
| ----------------------------------------------------------- | ------------ | -------- |
| США (RIAA)                                                  | Золотой      | 500 000^ |
| ^ Данные о тиражах приведены только на основе сертификации. |              |          |